# Designer toys
Con il termine designer toys vengono identificati giocattoli e altri personaggi da collezione prodotti in tiratura limitata (normalmente da 50 a 1000 esemplari) e ideati da artisti e designer di tutto il mondo. Altri termini con cui vengono identificati i Designer Toys sono : Urban Toys, Vinyl Toys, Canvas Toys, Art Toys, Toyz o semplicemente Toys.
I materiali con cui vengono realizzati i Designer Toys sono vari, tuttavia la maggioranza dei Toys in commercio è fatta di vinile o plastica. È da segnalare però che per alcune produzioni artigianali si trovano anche figure in legno, ferro e stoffe varie (in questo caso si parla di Plush Toys).
Gli autori di queste figure sono illustratori, grafici o designer delle più disparate origini, sia geografiche che stilistiche.
La nascita del fenomeno viene solitamente collocata attorno alla metà degli anni ‘90 anche se la vera esplosione in tutto il pianeta è avvenuta nei primi anni del nuovo millennio.